# Daïra de Dellys
Pour les articles homonymes, voir Dellys.
La daïra de Dellys est une des neuf (9) daïras qui composent la wilaya de Boumerdès, en Algérie, et dont le chef-lieu est la ville éponyme de Dellys.
Les communes qui la composent sont :
- Dellys
- Afir
- Ben Choud